# Proton VPN
Proton VPN é um serviço de VPN lançado em 2017 pela Proton AG, empresa suíça por trás do serviço de e-mail Proton Mail. De acordo com seu site oficial, o Proton VPN e o Proton Mail compartilham a mesma equipe de gerenciamento, escritórios e recursos técnicos e são operados a partir da sede da Proton em Plan-les-Ouates, na Suíça.

## Características
Em 30 de abril de 2024, o Proton VPN tinha um total de 4.874 servidores, localizados em 91 países diferentes.
Seu serviço está disponível para Windows, MacOS, Linux, Android, e iOS, ChromeOS e também possui uma ferramenta de linha de comando para Linux e pode ser implementado usando o protocolo IPSEC, além de disponibilizar arquivos de configuração para o OpenVPN, podendo ser instalado em um  roteador sem fio.
A VPN utiliza os protocolos OpenVPN (UDP/TCP), IKEv2 e WireGuard com criptografia AES-256 . Em 11 de outubro de 2022, a Proton VPN lançou seu protocolo Stealth para clientes Android, iOS e MacOS, projetado para disfarçar o tráfego VPN como tráfego HTTPS.
O Proton VPN possui uma política de zero logs que foi auditada de forma independente pela Securitum, uma empresa europeia de auditoria de segurança .
Em janeiro de 2020, a Proton VPN lançou seu código-fonte em todas as plataformas e fez com que a SEC Consult conduzisse uma auditoria de segurança independente.

## Recepção
Em uma análise de janeiro de 2023 da TechRadar, o Proton VPN foi avaliado em 4,5 de 5 estrelas.
Uma análise da PC Magazine de maio de 2023 deu ao Proton VPN uma classificação de 5 estrelas, tendo recebido ainda o prêmio Editor's Choice em 2022 e 2023.
Em outubro de 2023, o site de tecnologia Engadget classificou o Proton VPN como “a melhor no geral” para streaming, jogos, privacidade e segurança.
Em janeiro de 2024, uma análise comparativa de 10 VPNs diferentes feita pela revista de tecnologia alemã CHIP classificou o Proton VPN como o vencedor do teste.